# Otoblastus melanopteris
Otoblastus melanopteris är en stekelart som först beskrevs av Henry Keith Townes, Jr. 1950.  Otoblastus melanopteris ingår i släktet Otoblastus och familjen brokparasitsteklar. Inga underarter finns listade i Catalogue of Life.